# Urs Dick
Urs Dick (* 9. Oktober 1960) ist ein Schweizer Curler und Olympiasieger. 

## Karriere
Sein internationales Debüt hatte Dick bei der Juniorenweltmeisterschaft 1980 in Kitchener, er blieb aber ohne Medaille. 
Dick spielte als Skip der Schweizer Mannschaft bei den XVI. Olympischen Winterspielen 1992 in Albertville im Curling. Die Mannschaft gewann die olympische Goldmedaille nach einem 7:6-Sieg im Final gegen Norwegen um Skip Tormod Andreassen. Da Curling damals noch eine Demonstrationssportart war, besitzt die Medaille keinen offiziellen Status. Sein Bruder Jürg Dick spielte ebenfalls im Siegerteam in Albertville.

## Erfolge
- 1. Platz Olympische Winterspiele 1992 (Demonstrationswettbewerb)
- 3. Platz Europameisterschaft 1992